# Sarpédón
Sarpédón (2. p. Sarpédonta, latinsky Sarpedon) je v řecké mytologii jméno dvou hrdinů, kteří však jsou podle některých pramenů ztotožňováni. Oba jsou synové nejvyššího boha Dia.

## Sarpédón - syn Európy
Európa byla dcera krále Agénora. Byla tak krásná, že se do ní zamiloval sám nejvyšší bůh Zeus a proměněn v bílého býčka, unesl ji na Krétu a tam se s ní spojil v milostném objetí. Európa mu porodila celkem tři syny jménem Mínós, Rhadamanthys a Sarpédón.
Európa měla pět bratrů, kteří se jmenovali Kadmos, Foiníx, Fíneus, Kilix a Thasos. Žádný z nich ji však nenašel a ukončil své putování v zemi, jíž nakonec vládl.
Když Zeus Európu opustil, z jeho vůle se jejím manželem stal krétský král Asterios. Toto manželství nepřineslo žádné potomky, takže Asterios všechny tři syny krásné Európy adoptoval.
Když hoši přišli do let, vedli spolu hádky o lásku mladého krásného Míléta. Když Mílétos dal přednost Sarpédontovi, vyhnal ho Mínós z Kréty. Mílétos se uchýlil do Malé Asie, založil tam město, kterému dal své jméno.
Také Sarpédón byl nucen Krétu opustit, jeho bratr Mínós ho vyhnal, aby se nemusel dělit o dědictví po smrti nevlastního otce Asteria, po němž převzal vládu. Sarpédón uprchl do Kilikie v Malé Asii, pomohl tamním obyvatelům porazit nepřítele a stal se sám jejich králem.
Zeus daroval Sarpédontovi výsadu, že může žít po dobu tří generací. Tak se skutečně stalo, až Sarpédón po tak dlouhé době zemřel, jeho nástupcem se stal Lykos a království po něm bylo nazváno Lykie.
Jeho bratři Rhadamanthys a Mínós si rozdělili dědictví a moc po králi Asteriovi. Mínós se oženil s Pásifaé, která porodila netvora Mínotaura. Jemu postavil slavný Daidalos rozlehlý labyrint.
Po smrti se oba tito bratři setkali v říši mrtvých, kde Rhadamanthys i Mínós (a s nimi Aiakos) z vůle Dia vykonávali soud nad mrtvými.

## Sarpédón - vnuk
Byl rovněž potomkem nejvyššího boha Dia, jeho matkou byla Láodameia, dcera hrdinného Bellerofonta.
Byl účastníkem trojské války a byl proslulý silou a statečností. Byl spojencem trojského krále Priama. Vypráví se, že zachránil trojského velitele Hektora, když ho velkým kamenem omráčil Řek Aiás.
Z války se však nevrátil, padl rukou Patrokla, přítele velkého hrdiny Achillea. Jeho otec Zeus ho chtěl zachránit, osudem však bylo určeno, že musí zemřít.
Na příkaz Dia ho aspoň bůh smrti Thanatos odnesl do Lykie, aby mohl být pohřben v rodné zemi.